# Дерюэль, Феликс
Феликс Дерюэль (фр. Félix Desruelles; 7 июня 1865, Валансьен — 2 марта 1943, Ла-Флеш) — французский скульптор.

## Биография
Родился в 1865 году в Валансьене.
Учился ремеслу скульптора в Высшей школе изящных искусств Парижа, где его наставниками были Александр Фальгьер, Франсуа Рюд, Жан-Батист Карпо и Жан Антуан Гудон.
В 1891 году получил Римскую премию второй степени в области скульптуры.
Начиная с 1885 года регулярно выставлял свои работы на салоне Общества французских художников, причём в 1928 году был удостоен почётной медали Салона.
На Всемирной выставке 1900 года был удостоен золотой медали.
В 1939 году стал академиком (действительным членом) Академии изящных искусств Франции по секции скульптуры.
Офицер ордена Почетного легиона.
Его супруга, Жермена Ури-Дерюэль (фр. Germaine Oury-Desruelles; 1889—1978), тоже была скульптором, а дочь — художницей.
Скончался скульптор Дерюэль в 1943 году в Ла-Флеше и был похоронен на кладбище Святого Роха в Валансьене.
В Париже его именем назван сквер (сквер Феликса Дерюэля; фр. Square Félix-Desruelles).

## Галерея

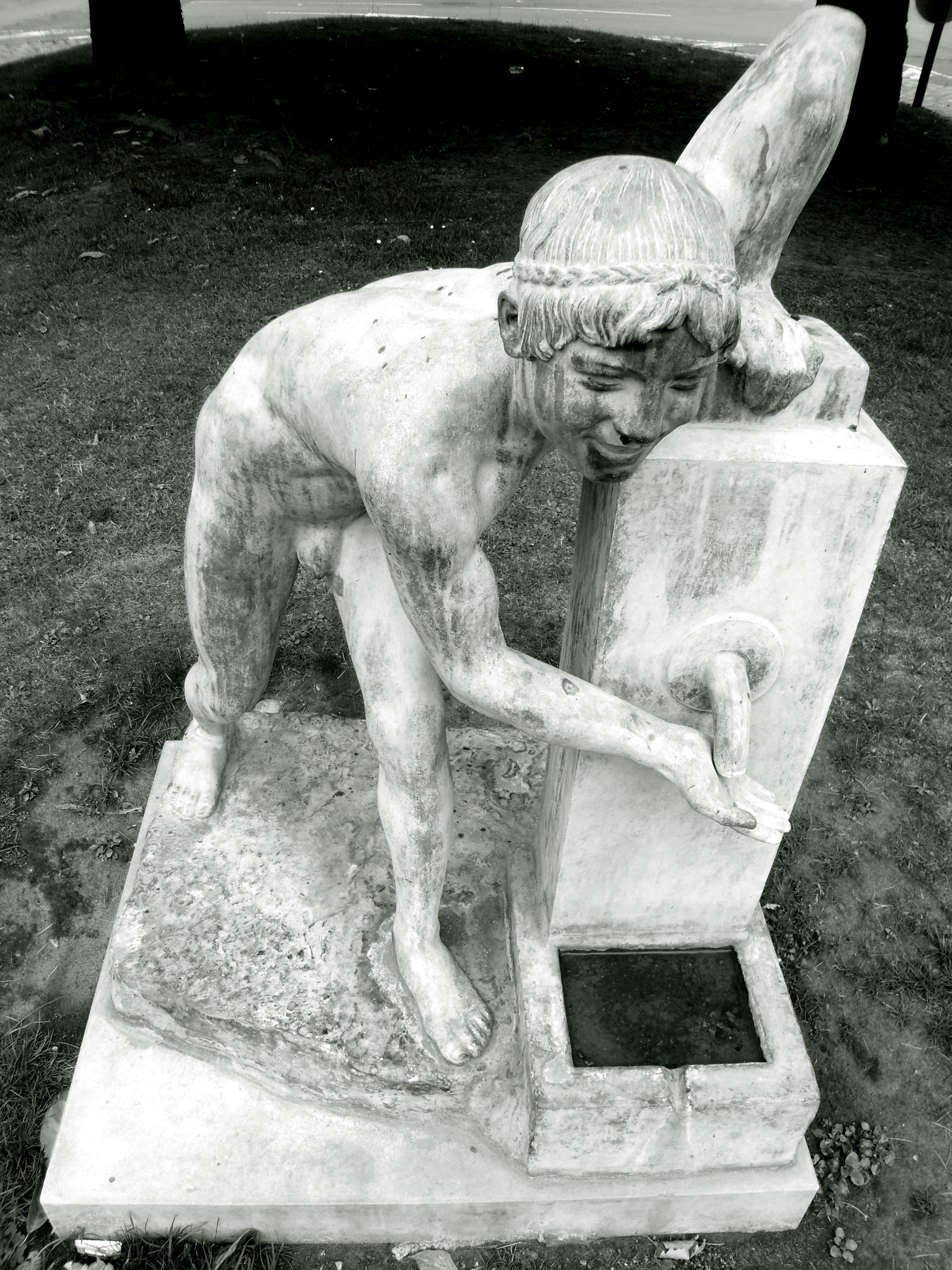
Фонтан «Смеющийся мальчик» (бронзовая отливка 1955 года с гипсовой модели 1907 года), Валансьен
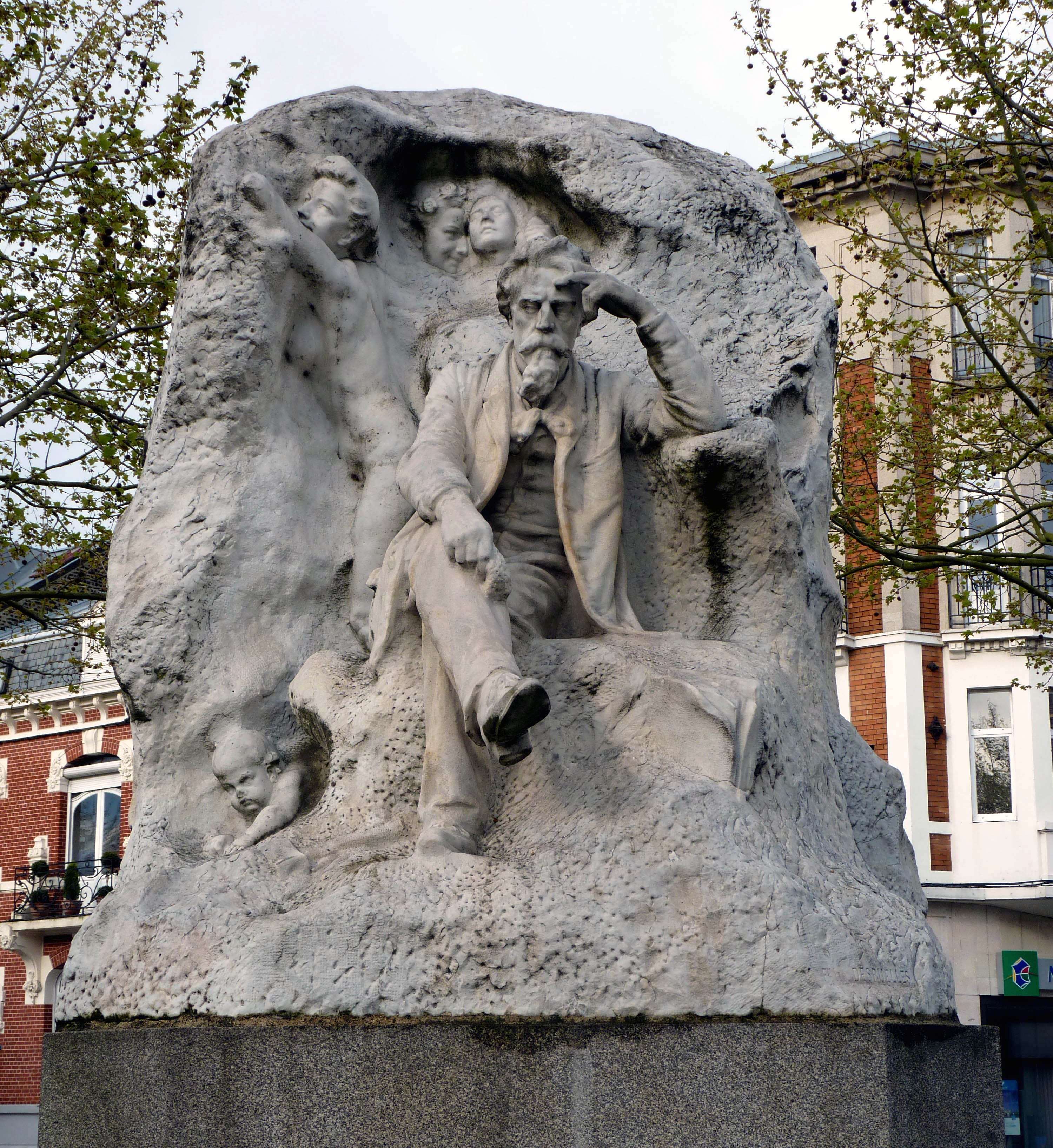
Памятник скульптору Жану-Батисту Карпо (1921), Валансьен
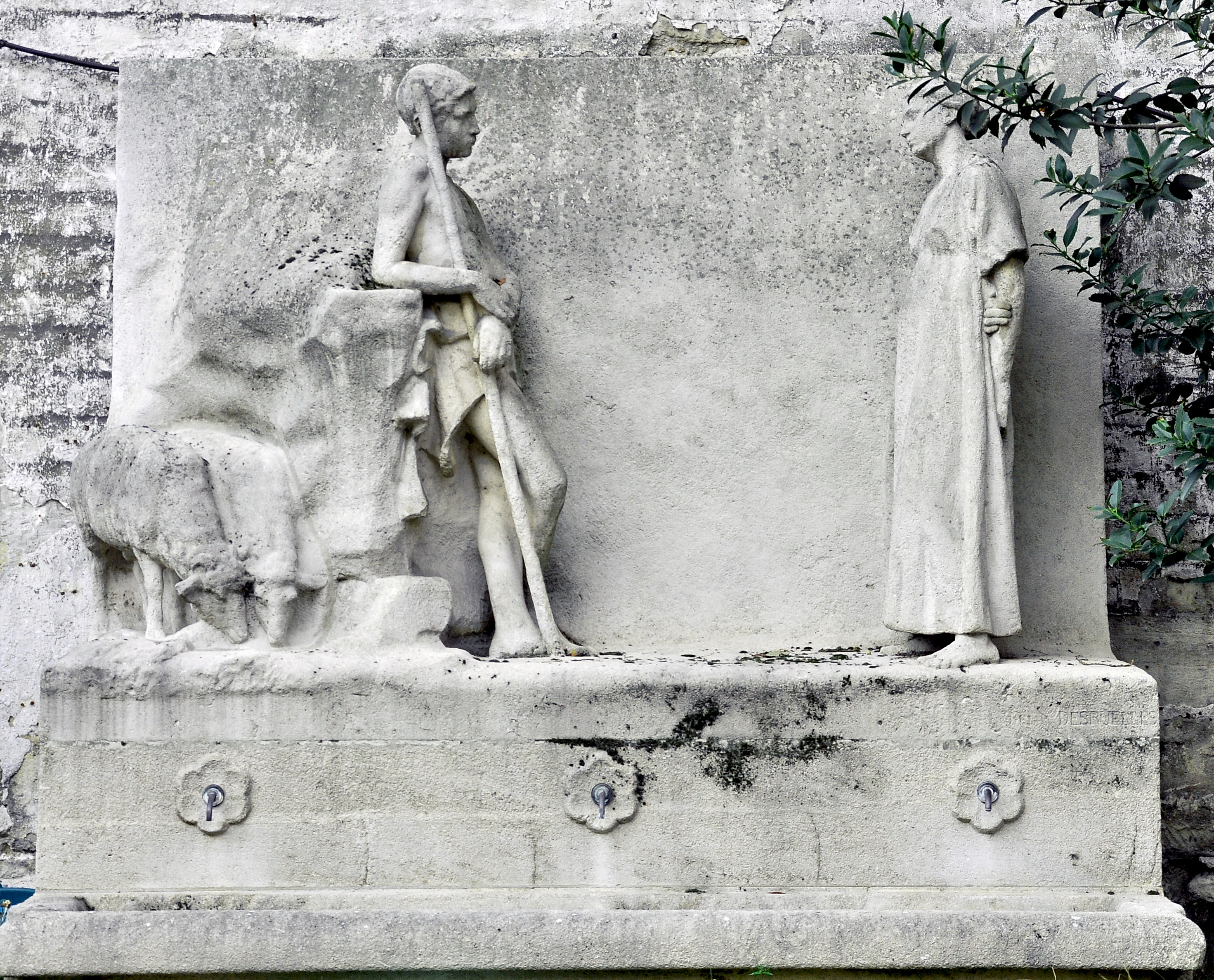
Фонтан «Пастораль» (1923), сквер Феликса Дерюэля, Париж
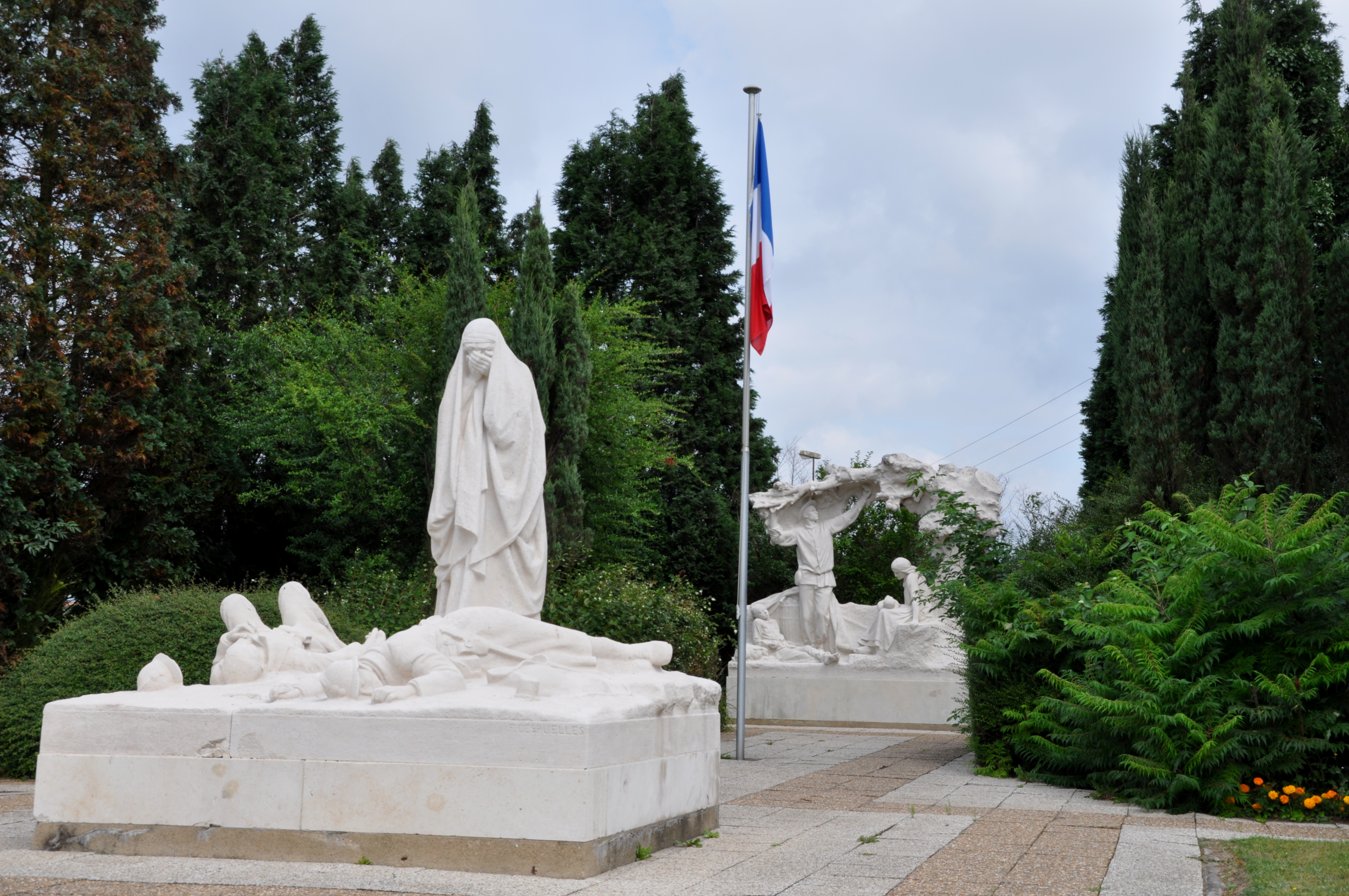
Военный мемориал героям Первой мировой войны, Ошель (1928).
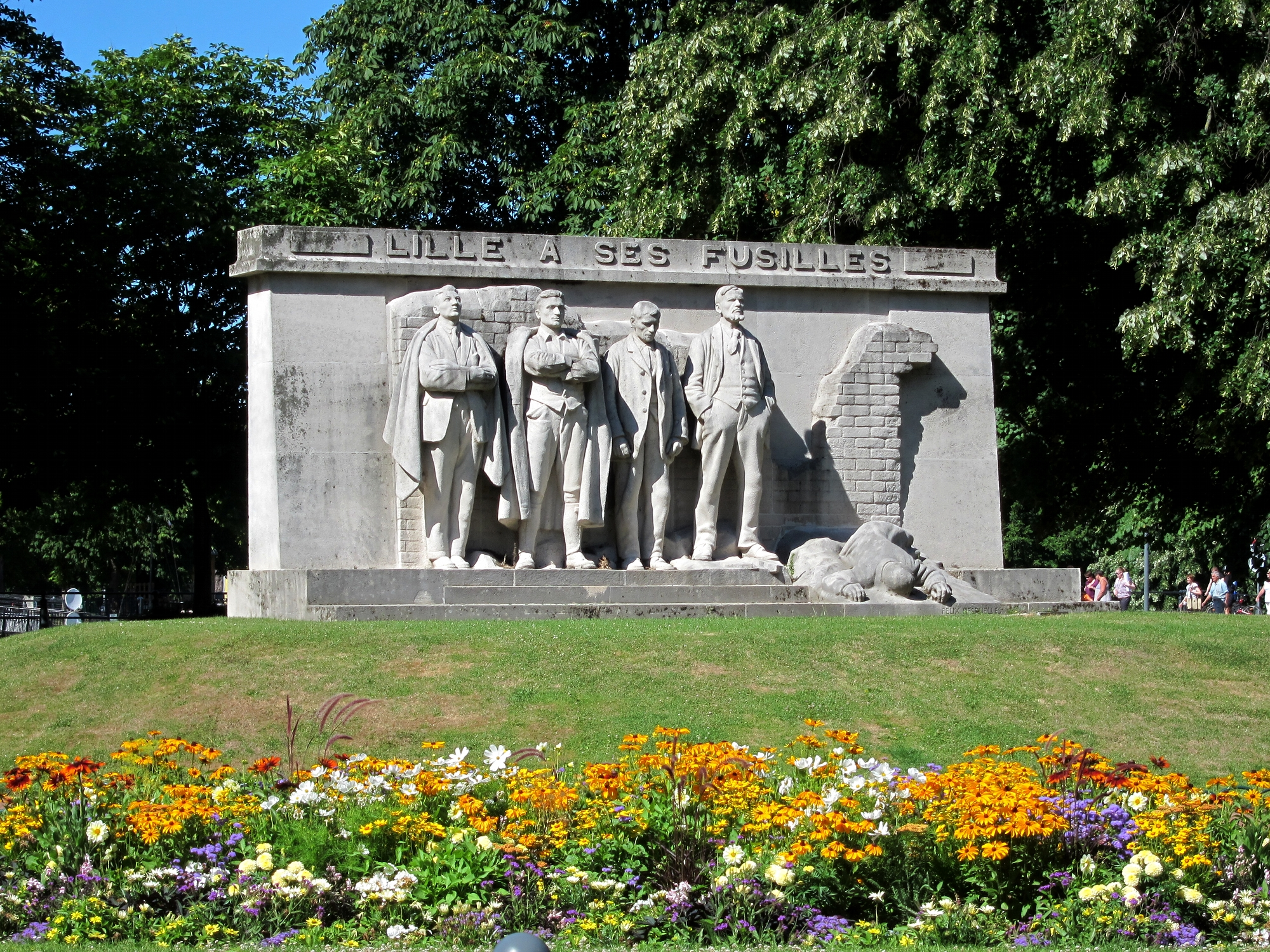
Памятник расстрелянным немцами в годы Первой мировой войны французским патриотам-подпольщикам, Лилль (1929),
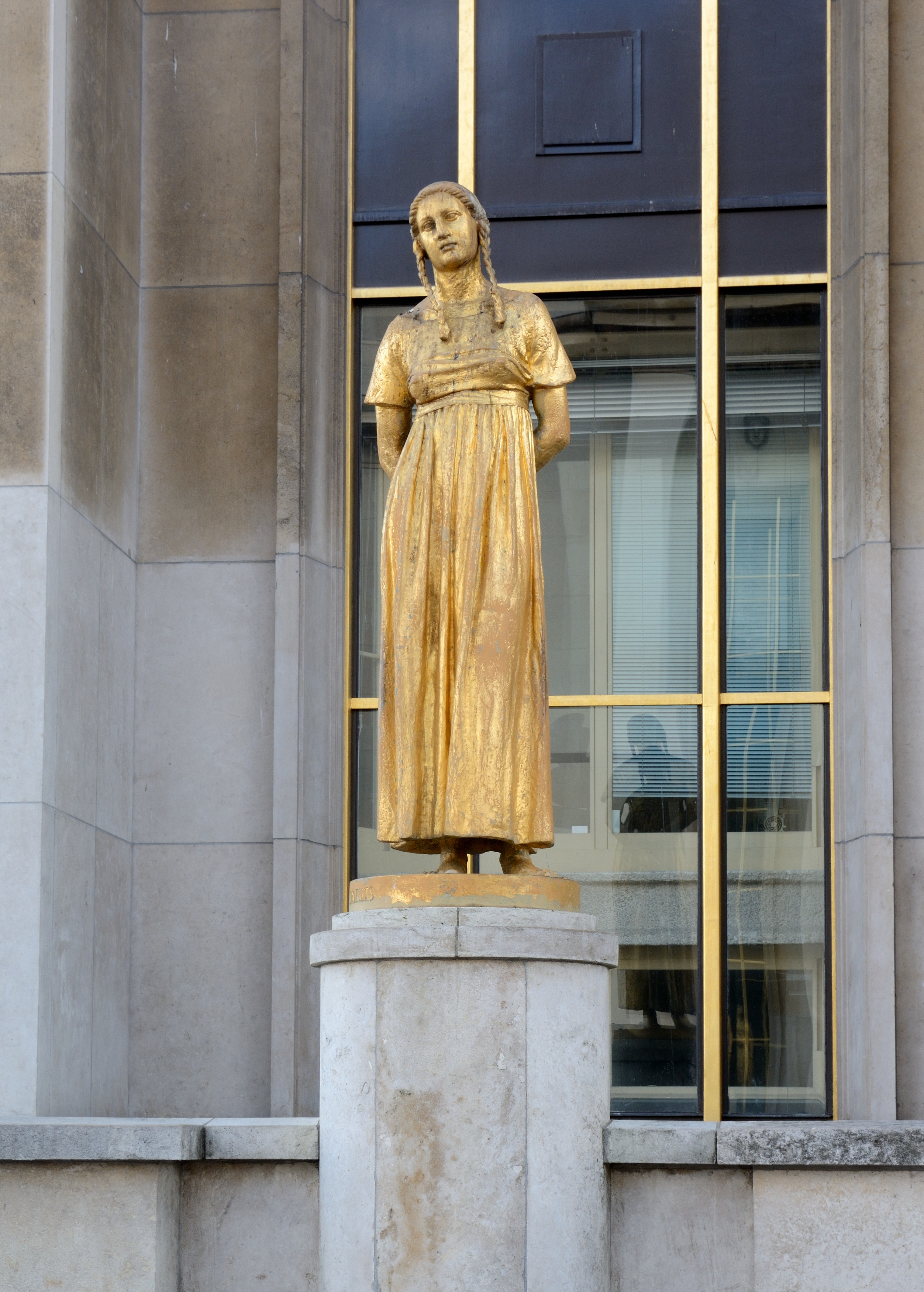
«Фрукты» (1937), дворец Шайо, Париж
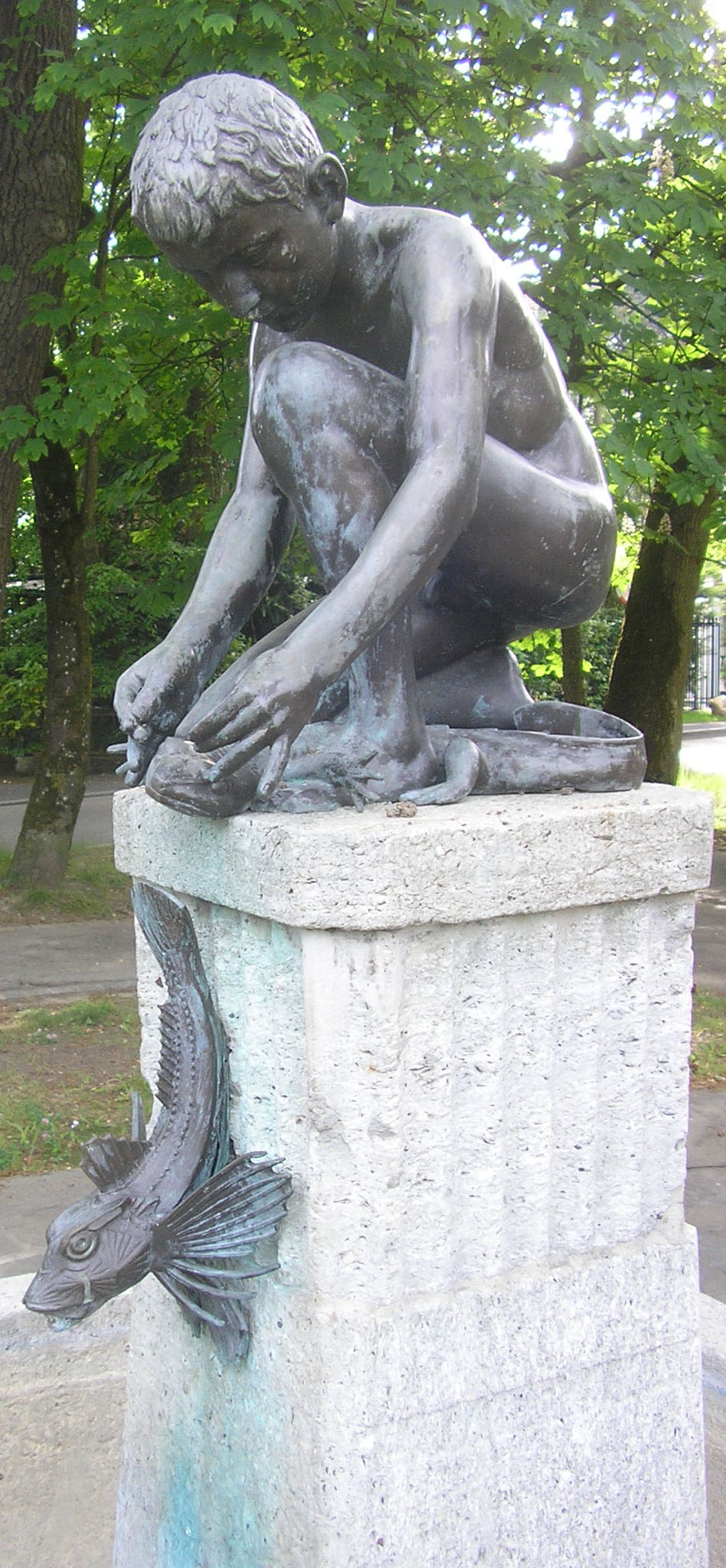
Фонтан «мальчик с саламандрой» (под ногами; с пьедесталом, дополнительно украшенным фигуркой рыбы), Женева
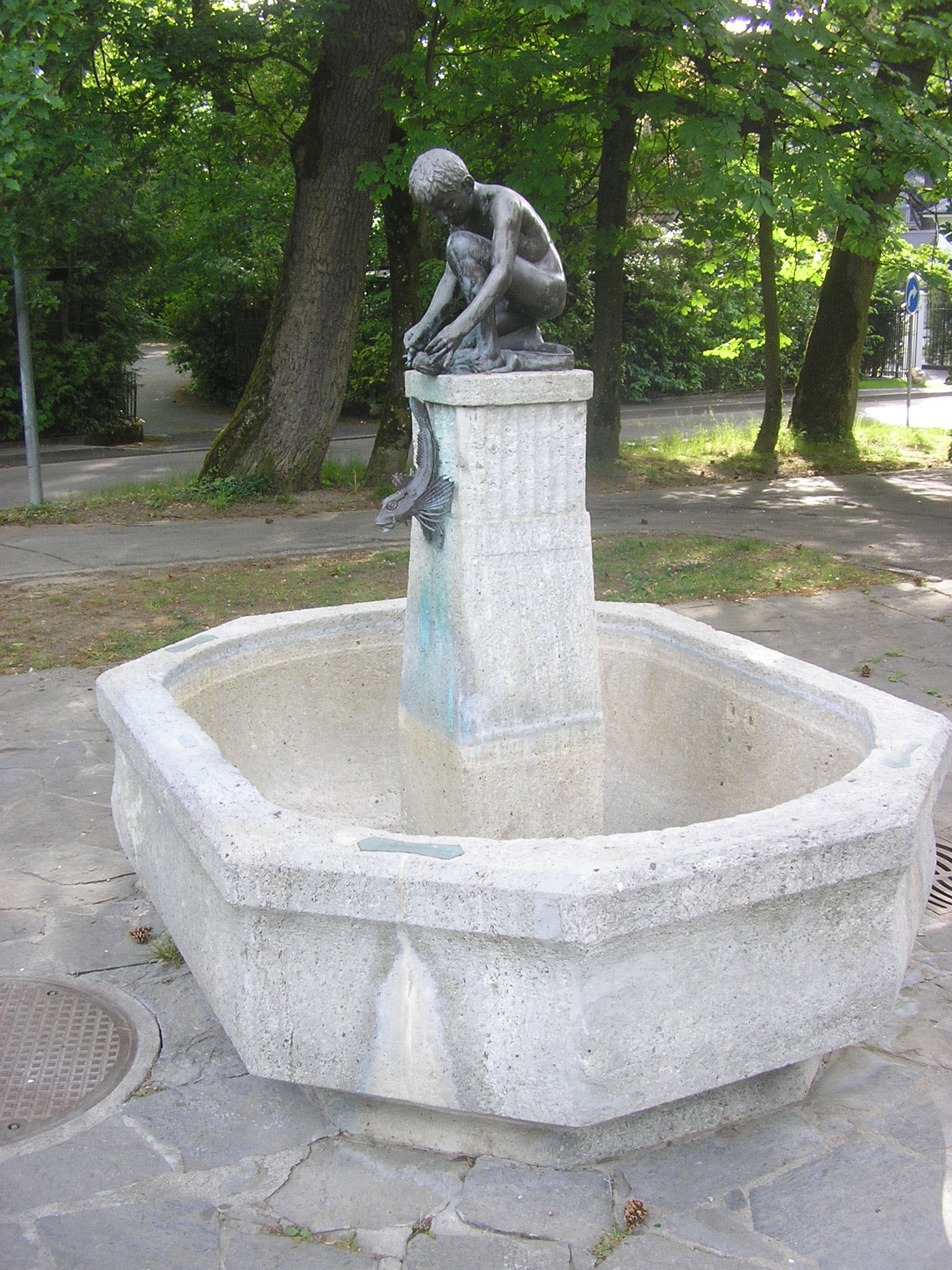
Фонтан «мальчик с саламандрой» (общий вид)